# Industrikrisen i Sverige under 1970-talet
Industrikrisen i Sverige under 1970-talet var en strukturskris som utlöstes av den internationella lågkonjunkturen som följde på oljekrisen 1973. Krisen inträffade i mitten och slutet av 1970-talet samt pågick en bit in på 1980-talet, i form av en lågkonjunktur som utvecklades till en strukturkris för stora delar av den svenska basindustrin. Den svenska varvsindustrin utraderades, gruvorna i Bergslagen stängdes, stålverken koncentrerades till ett fåtal platser och massa- och pappersbruken integrerades. Krisen resulterade i friställning av arbetskraft, hög inflation och kraftig ökning av statsskulden. Arbetslösheten ökade, men var i internationell jämförelse låg som följd av det politiska målet med full sysselsättning. Kronan devalverades tre gånger under 1976-1977 med totalt 20 procent samt två gånger 1981-1982 med totalt 28 procent.

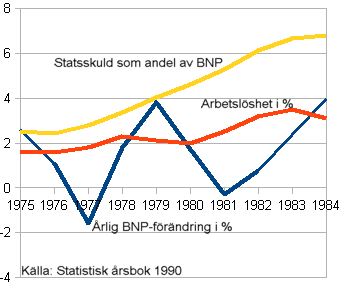
Tillväxt (BNP-förändring), statsskuld och arbetslöshet

## Bakgrund
Mellan andra världskrigets slut och en bit in på 1970-talet hade den svenska industrin sin guldålder. Sverige hade sluppit kriget, och industrin gick på högvarv. Produktiviteten ökade och antalet sysselsatta inom industrin fortsatte stiga. Den långa konjunkturuppgången efter andra världskriget, rationalisering, samförstånd och samarbetsvilja på arbetsmarknaden, närheten till råvaror samt tillgången till billig elkraft är några av faktorerna bakom industrins framgångar.
Tillväxten var hög år 1970 och för att inte riskera överhettning i ekonomin samt att stärka bytesbalansen genomförde den dåvarande socialdemokratiske finansministern
Gunnar Sträng en åtstramning av ekonomin, vilket kom att orsaka låg tillväxt och ökande arbetslöshet under åren som följde. Åtgärden kom att kallas för "de förlorade åren".
När den internationella ekonomin stagnerade efter oljekrisen 1973, och med "de förlorade åren" i färskt minne, försökte regeringen motverka lågkonjunkturen genom att stimulera ekonomin med beslut om lagerstöd till näringslivet samt att släppa företagens investeringsfonder fria. Den svenska ekonomin stärktes men lyckades inte överbrygga den långvariga lågkonjunkturen utomlands. Kronan var stark och industrin drabbades dessutom av stora kostnadsökningar vilket gjorde att exportindustrin tappade i konkurrenskraft.

## Kriser och strukturomvandling
Tillväxten föll kraftigt under åren 1976 och 1977. Det höga kostnadsläget samt svag efterfrågan resulterade i industrinedläggningar. För att dämpa lågkonjunkturen och rädda arbetstillfällen genomförde industriminister Nils G. Åsling stora subventioner till industrin, den så kallade industriakuten. Ett antal devalveringar genomfördes för att komma till rätta med höga kostnadsläget. År 1976 devalverades kronan med 3 procent mot den tyska D-marken, och under 1977 med först 6 procent och sedan 10 procent.
Konjunkturläget tillsammans med strukturella problem medförde ett stort omvandlingstryck i delar av industrin.
Varvskrisens orsaker var flera. Produktionskapaciteten i de svenska varven ökade betydligt under första halvan av 1970-talet. Ökande konkurrens från asiatiska varv samt svag efterfrågan på världsmarknaden som följd av oljekrisen resulterade i överkapacitet med stora ekonomiska problem för varven.
År 1977 övertogs Eriksbergsvarvet av det nybildade statliga Svenska Varv AB och inom ett par år övertogs de övriga svenska storvarven. Lindholmens varv och Eriksbergsvarvet i Göteborg lades ner ganska omgående, Öresundsvarvet lades ner 1982 och senare försvann också Uddevallavarvet och Götaverkens Arendalsvarv. En svensk storindustri hade gått i graven.
Bakgrunden till stålkrisen kan härledas till den kraftiga expansionen av stålverk globalt under 1950- och 1960-talen i kombination med stagnerande världsekonomi i början av 1970-talet. Efterfrågan minskade och resulterade i överskott och därmed prisfall på stålprodukter.
År 1978 bildades Svenskt Stål AB (SSAB) genom sammanslagning av Domnarvets järnverk (ägt av Stora Kopparberg AB), Oxelösunds järnverk (ägt av Gränges) och det statliga Norrbottens Järnverk (NJA) i Luleå. Stålverken i Oxelösund och Luleå koncentrerades till tillverkning av handelsstål medan Domnvarvet inriktades på tunnplåt.
Krisen initierade omstruktureringar inom och mellan branscher. Den tunga industrins dominans inom svensk ekonomi kom att minska i betydelse och istället växte nya industrier fram inom bioteknik, mikroelektronik och informationsteknik. Omvandlingen har setts som tjänstesamhällets genombrott och som inledningen av den tredje industriella revolutionen.